# Пшезьдзедза
Пшезьдзедза (пол. Przeździedza) — село в Польщі, у гміні Влень Львувецького повіту Нижньосілезького воєводства. Населення — 75 осіб (2011).
У 1975—1998 роках село належало до Єленьоґурського воєводства.

## Демографія
Демографічна структура станом на 31 березня 2011 року:
|          | Загалом | Допрацездатний вік | Працездатний вік | Постпрацездатний вік |
| -------- | ------- | ------------------ | ---------------- | -------------------- |
| Чоловіки | 37      | 6                  | 26               | 5                    |
| Жінки    | 38      | 2                  | 23               | 13                   |
| Разом    | 75      | 8                  | 49               | 18                   |